# Берешть-Тазлеу
Берешть-Тазлеу, Берешті-Тазлеу (рум. Berești-Tazlău) — село у повіті Бакеу в Румунії. Входить до складу комуни Берешть-Тазлеу.
Село розташоване на відстані 229 км на північ від Бухареста, 22 км на південний захід від Бакеу, 104 км на південний захід від Ясс, 121 км на північний схід від Брашова.

## Населення
За даними перепису населення 2002 року у селі проживали 1282 особи, з них 1280 осіб (99,8%) румунів. Рідною мовою 1280 осіб (99,8%) назвали румунську.